# Alavasoma muniesai
Alavasoma muniesai är en mångfotingart som beskrevs av Jean-Paul Mauriès och Vicente 1975. Alavasoma muniesai ingår i släktet Alavasoma och familjen Vandeleumatidae. Inga underarter finns listade i Catalogue of Life.